# 劉掞藜
劉掞藜（1899年—1935年8月5日），字楚賢，湖南新化大同鎮時榮橋村（今邵陽市新邵縣坪上鎮時榮村）人。中國歷史學家，「南高史地學派」成員，「信古派」代表，被稱為「信古派第一幹將」。

## 生平
劉掞藜家鄉湖南新化，地處偏遠，世代耕讀，劉掞藜是族中離鄉讀書的第一人。幼年就讀新化縣城的小學，「以勤敏聞」。其後到寶慶念湖南第二聯合中學（今邵陽市第二中學），益發勤奮用功，因成績優異，年年獲免學費。然而因家境貧困，劉掞藜畢業後未能繼續升學，被迫回家成婚。不久，他變賣新婚妻子的嫁妝，親自跑到寶慶，購得石印本《正續皇清經解》、《李太白集》、《杜工部集》等書，回程時因書擔負荷過重，又遇雨泥，花了兩天時間才回到家。劉掞藜的叔叔以他為浪費，要把他辛苦買來的書全部燒掉，幸好被劉掞藜的祖母阻止。其後他置書於家中小閣樓，不分寒暑，日夜苦讀，如是兩年，扎下了堅實的經學基礎。然而，劉掞藜自幼就有風濕痺萎之疾，個性又狂嗜讀書，不喜運動，兩年苦讀，更使這一宿疾加劇。
其後劉掞藜復學，入長沙雅禮大學讀英語，一年後又到北京借居佛寺讀書。所帶金錢用光，每天只吃一餐，至「飢腸或鳴，讀弗省也」。不久回到長沙，暫時擔任省立第一師範附屬小學教員。1920年，考入南京高等師範學校文史地部，師從史學大師柳詒徵，治學由經入史。當時南京高師供給學生膳宿，劉掞藜的生活漸稱安定，但尚不足以支持他搜購書籍，只得利用時間幫忙校方印講義，得酬用來購買《資治通鑑》等書，日夜鑽研。此一期間，劉曾擔任該校史地研究會總務部副主任，後又負責該會研究部工作。
1923年，劉掞藜在《讀書雜誌》上針對顧頡剛的疑古學說展開辯論，自此名揚學界，予人「信古派大將」的印象。錢玄同批評他「信經」，「仍舊不脫二千年來『考信於六藝』的傳統見解」。
1924年，馮友蘭延聘劉掞藜到開封中州大學（今河南大學）執教，其間撰著《世界史略》，長達20萬字。1927年，經沈雁冰（茅盾）介紹，轉任國立武昌中山大學（今武漢大學）歷史社會學系主任、教授。1928年又應聘任國立成都大學（今四川大學）歷史學系教授，其間撰《中國政治史》、《中國民族史》、《史學與史法簡編》，共計數十萬字。1930年，任國立武漢大學史學系教授，其間撰《中國上古史略》、《隋唐五代史要》、《宋元明清初史》，合計亦數十萬字。
劉掞藜先後轉任各校，一直為風濕宿疾所苦，但仍勉於講授，很少因病痛缺課。1932年夏，因舊疾復發，辭職回鄉。1935年，劉掞藜因舊疾未痊，加以氣痛等症纏身，於舊曆七月初七日（8月5日）病逝，得年36歲。其學生陶元珍撰《亡師新化劉掞藜先生事略》，以示紀念。

## 著作

### 專書
- 《世界史略》，開封中州大學
- 《中國政治史》，成都大學
- 《中國民族史》，成都大學
- 《史學與史法簡編》，成都大學
- 《中國上古史略》，武漢大學
- 《隋唐五代史要》，武漢大學
- 《宋元明清初史》，武漢大學

### 論文
- 〈讀顧頡剛君《與錢玄同先生論古史書》的疑問〉，《讀書雜誌》第11期，1923年7月1日
- 〈討論古史再質顧先生〉，《讀書雜誌》第13－16期，1923年9月－12月
- 〈漢代之婚姻奇象〉，《武漢大學文哲季刊》第1卷第2期，1930年4月
- 〈唐代藩鎮之禍可謂為第三次異族亂華〉，《武漢大學文哲季刊》第1卷4期，1930年10－12月
- 〈史法通論〉，《史地學報》第2卷第5號
- 〈儒家所言堯舜禹事偽邪真邪〉，《史地學報》第2卷第8號。

## 家庭
- 父：於1935年8月13日（劉掞藜逝世後8天）亦逝世。
- 母：劉掞藜逝世時尚健在。
- 弟：劉晉賢。
- 妻：某氏。
- 女：劉澤湘。
- 長子：劉藩，1924年生。
- 次子：劉葛，1931年生。
- 三子：某，1933年生。